# Maruti Suzuki Gypsy
Maruti Suzuki Gypsy — внедорожник, выпускавшийся с 1985 по 2018 год на базе Suzuki Jimny SJ40/410.

## Описание
Maruti Gypsy выпускался в Гургаоне, Индия. Впервые автомобиль был представлен в декабре 1985 года на индийском рынке.
Первоначально автомобиль оснащался двигателем F10A объёмом 970 см3. Кодовое обозначение — MG410 (Maruti Gypsy, 4 цилиндра, 1,0 л). Мощность двигателя составляла 34 кВт (45 л. с.). Коробка передач — четырёхступенчатая механическая. Дополнительно имеется раздаточная двухскоростная коробка 4WD.
В июле 1993 года была представлена версия «Widetrack Gypsy» под кодовым обозначением «MG410W». Как передняя, так и задняя колея колёс увеличена на 90 мм:
- Колея передних колёс увеличена с 1210 мм до 1300 мм.
- Колея задних колёс увеличена с 1220 до 1310 мм.

Ступица Aisin была убрана. В апреле 1995 года на моделях Gypsy, продававшихся в мегаполисах, был установлен каталитический нейтрализатор в соответствии с введёнными стандартами выбросов.
С июня 1996 года Maruti Gypsy оснащался полностью алюминиевым восьмиклапанным двигателем G13A объёмом 1,3 л, мощностью 45 кВт (60 л. с.). Коробка передач — пятиступенчатая механическая. Кодовое обозначение — MG413W. Сама модель получила название «Gypsy King». До 2000 года базовые модели продолжали оснащаться двигателем F10A и четырёхступенчатой механической трансмиссией.
С марта 2000 года Maruti Suzuki Gypsy оснащался 16-клапанным двигателем MPFI G13BB мощностью 60 кВт (80 л. с.). Также был добавлен усилитель тормозов.
Производство Maruti Suzuki Gypsy было завершено в декабре 2018 года, а продажи завершились в марте 2019 года.

## Технические характеристики

### MG410
- Годы производства: 1986—1993
- Двигатель: F10A
- Объём: 970 см3
- Клапанный механизм: SOHC
- Клапанов: 8

### MG410W
- Годы производства: 1991—1999
- Двигатель: F10A
- Объём: 970 см3
- Клапанный механизм: SOHC
- Клапанов: 8

### MG413W (8V)
- Годы производства: 1996—2000
- Двигатель: G13BA
- Объём: 1298 см3
- Клапанный механизм: SOHC
- Клапанов: 8

### MG413W (16V)
- Годы производства: 2000—2018
- Двигатель: G13BB
- Объём: 1298 см3
- Клапанный механизм: SOHC
- Клапанов: 16

## Галерея

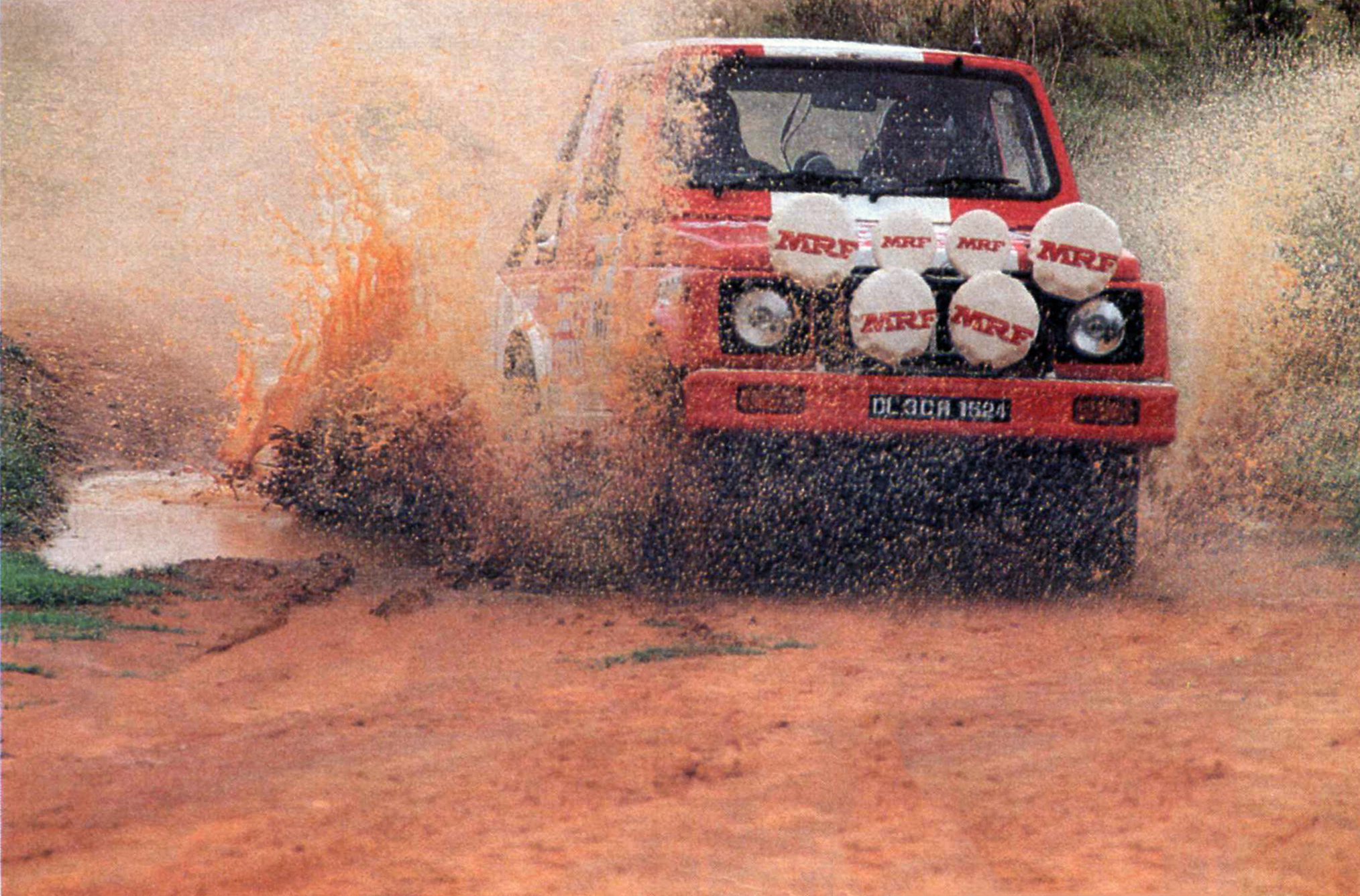
Шестикратный чемпион INRC по ралли Н. Лилакришнан за рулём раллийного Maruti Gypsy (1993)
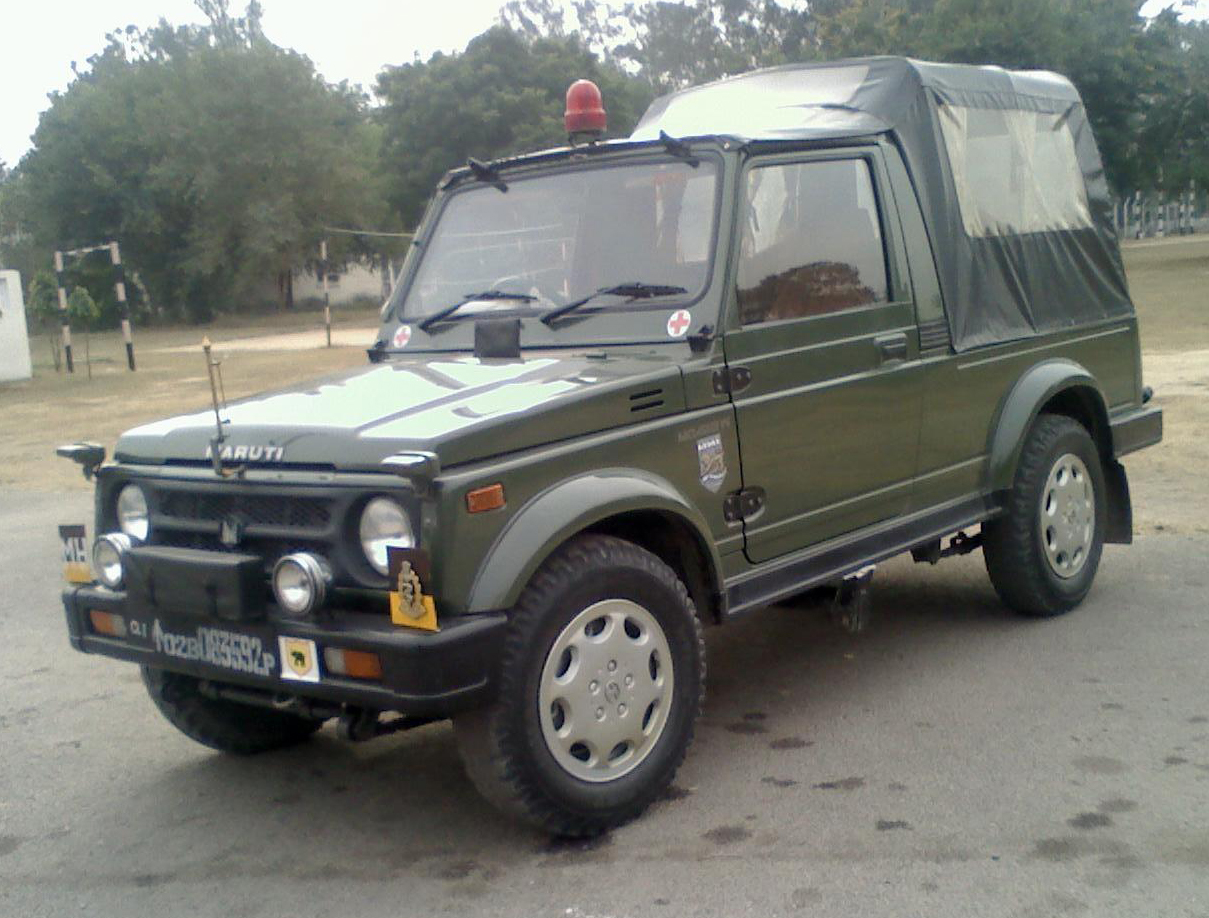
Maruti Suzuki Gypsy, используемый индийскими вооружёнными силами
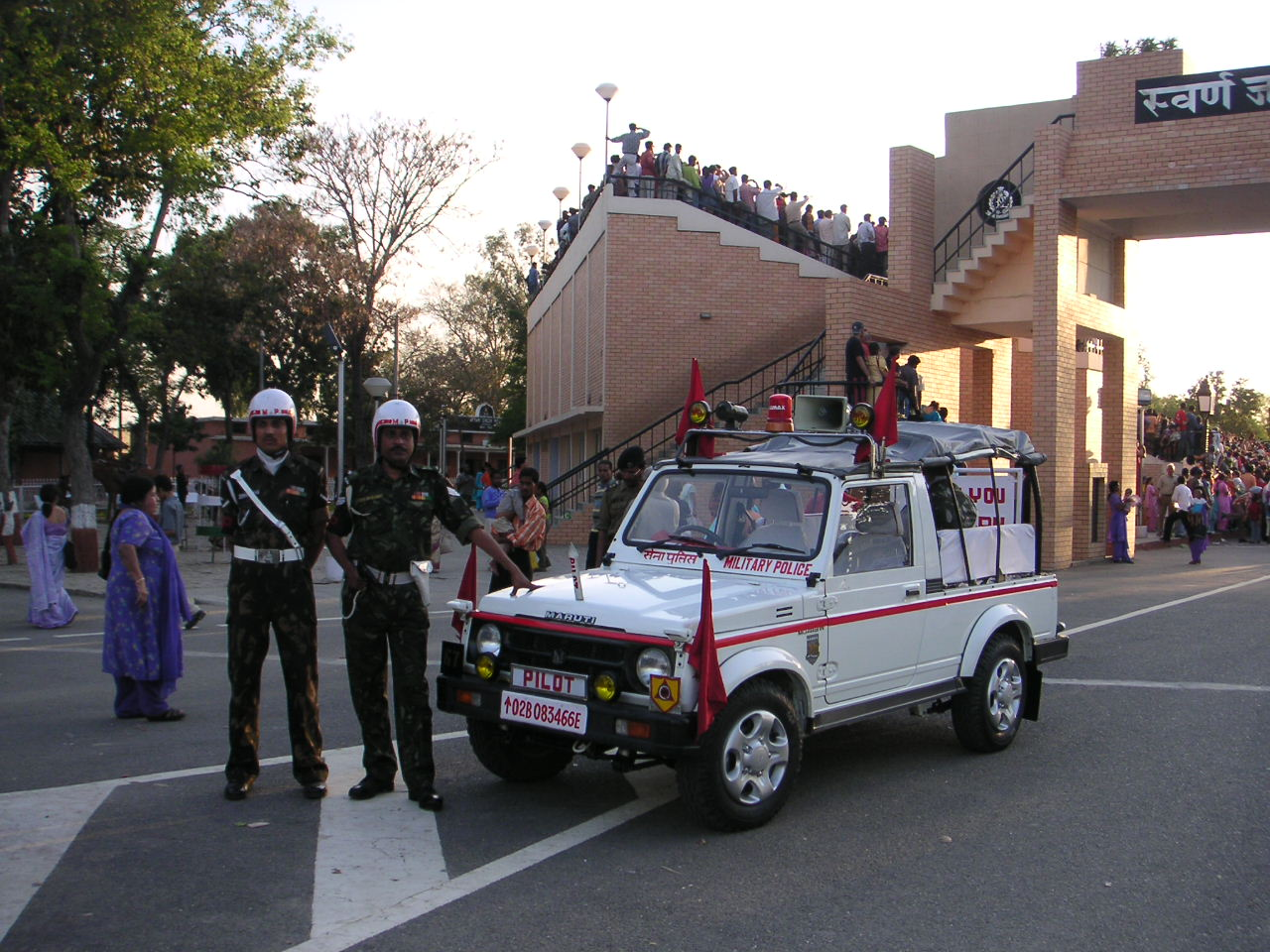
Патрулирование пограничного перехода Аттари в Пенджабе на Maruti Gypsy
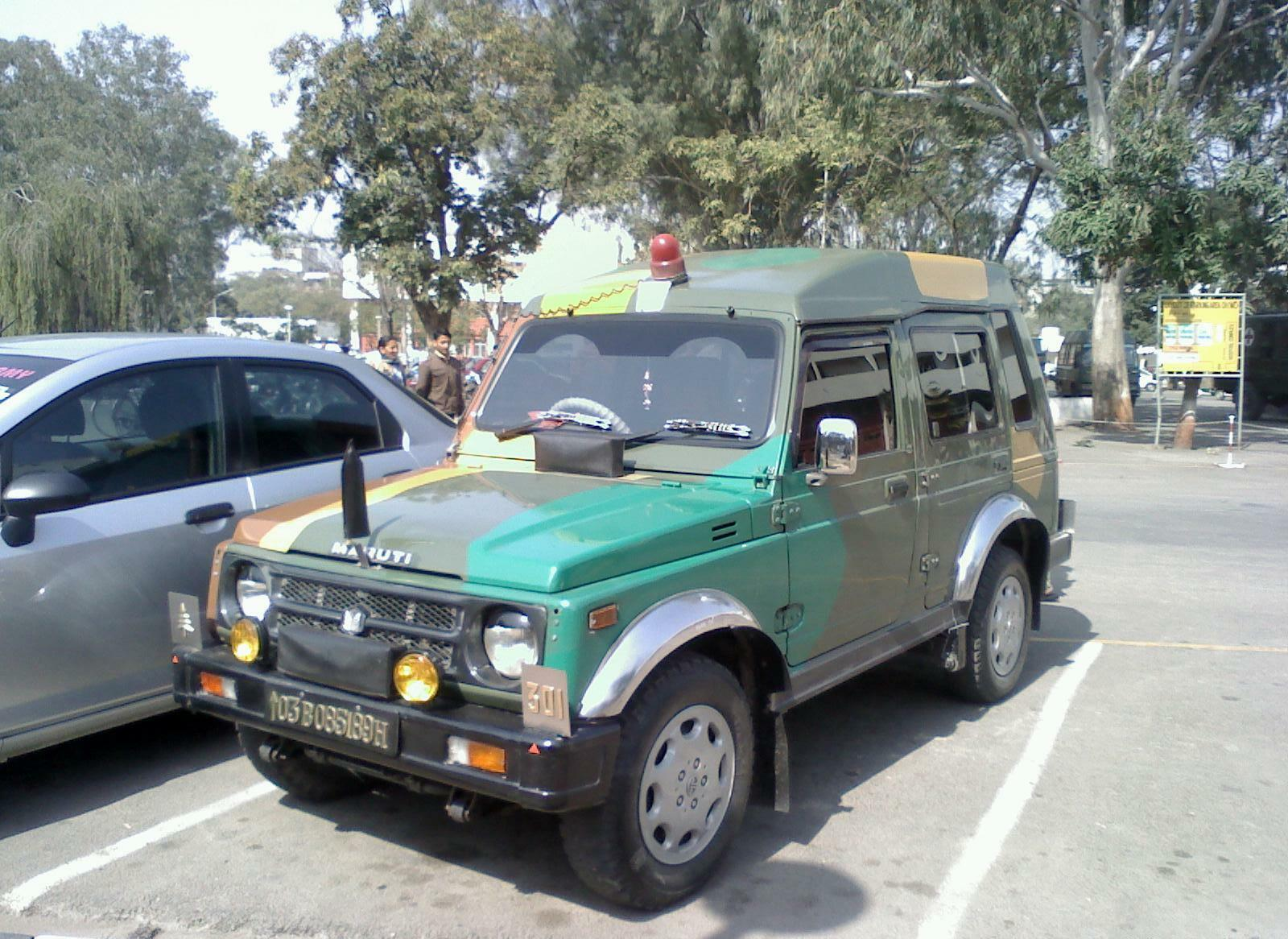
Maruti Suzuki Gypsy King в 5-дверной VIP-версии, используемый индийскими вооружёнными силами
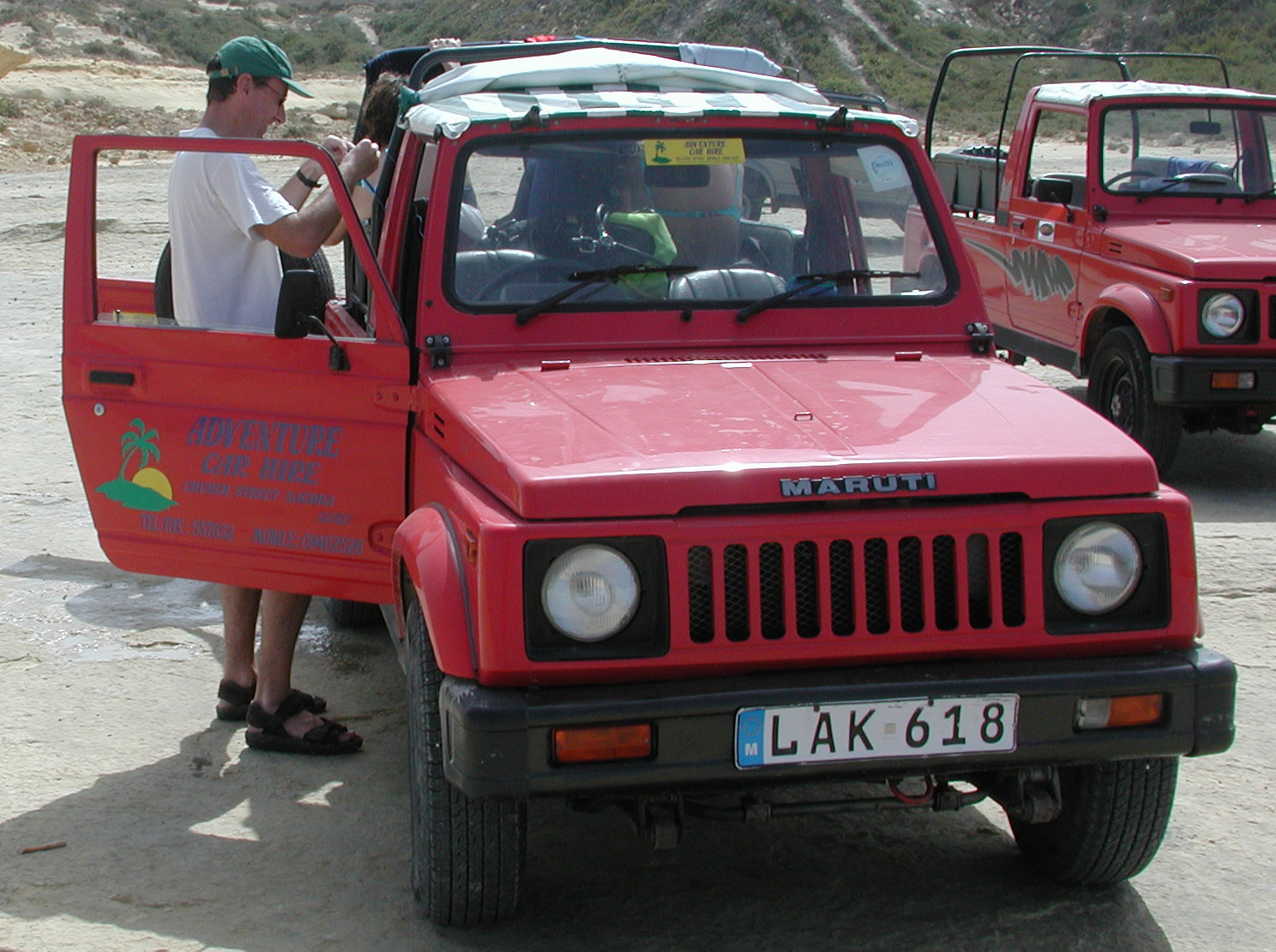
Maruti Gypsy на Мальте